# Пробійнівська сільська рада
| Пробійнівська сільська рада — орган місцевого самоврядування у Верховинському районі Івано-Франківської області з адміністративним центром у с. Пробійнівка. Історична дата утворення: в 1940 році. 12 серпня 1952 р. Жаб'євський райвиконком ліквідував Пробійнівську сільраду з приєднанням її до Гринявської сільради. Водоймища на території, підпорядкованій даній раді: річка Білий Черемош. Сільській раді підпорядковані населені пункти: - с. Пробійнівка - с. Грамотне - с-ще Стовпні |

## Склад ради
Рада складається з 16 депутатів та голови.

### Керівний склад ради
| ПІБ                    | Основні відомості                                                                | Дата обрання | Дата звільнення |
| ---------------------- | -------------------------------------------------------------------------------- | ------------ | --------------- |
| Юрнюк Марія Михайлівна | Сільський голова, 1957 року народження, освіта, член Української Народної Партії | 26.03.2006   | 31.10.2010      |
| Юрнюк Марія Михайлівна | Сільський голова, 1957 року народження, освіта, член Української Народної Партії | 31.10.2010   | 03.04.2014      |

Примітка: таблиця складена за даними джерела

## Населення
Згідно з переписом УРСР 1989 року чисельність наявного населення сільської ради становила 876 осіб, з яких 432 чоловіки та 444 жінки.
За переписом населення України 2001 року в сільській раді мешкало 807 осіб.

### Мова
Розподіл населення за рідною мовою за даними перепису 2001 року:
| Мова       | Відсоток |
| ---------- | -------- |
| українська | 99,88 %  |
| російська  | 0,12 %   |